# Rocketdyne F-1
Rocketdyne F-1 je bil tekočegorivni raketni motor, ki se je uporabljal za pogon prve stopnje lunarne rakete Saturn V. Prva stopnja, imenovana tudi "S-IC", je imela pet motorjev F-1. Gorivo je bil kerozin (RP-1), oksidator pa tekoči kisik (LOX). Specifični impulz na nivoju morja je bil 263 s, potisk na nivoju morja je bil 6,7 MN (683,2 ton), pritisk v komori pa 70 barov. F-1 je uporabljal izvedbo plinski generator (gas generator).
Plinski generator je poganjal 41 MW (55000 KM) turbino, ki se je vrtela pri 5500 obratih na minuto. Turbina je poganjala črpalko za kerozin (pretok 58560 L/min) in črpalko za tekoči kisik (93,920 L/min). Temperature turbočrpalke so bile na vročem delu 820 °C, pri dotoku tekočega kisika pa −184 °C. Gorivo se je uporabljalo tudi za hlajenje šobe in ležajev turbine. Izpuh is turbočrpalke je hladil podaljšek šobe. 
Vsako sekundo je motor porabil 2578 kg tekočega kisika in 1789 kg kerozina. Vseh pet motorjev skupaj je porabilo 12710 l (12890 kg) propeleanta (goriva in kisika) na sekundo. Motorji so delovali 2 minuti in pol in so potisnili raketo Saturn V do hitrosti 10000 km/h in višine 68 kilometrov. 
Kasneje so zasnovali še močnejšo verzijo F-1A, ki je na testih proizvedla 8 MN (815 ton) potiska, vendar tega motorja niso uporabili na raketi. Predlagali so tudi težko nosilno raketo Nova, ki bi imela v prvi stopnji 8 motorjev F-1.
F-1 velja za najmočnejši tekočegorivni raketni motor z eno izpušno šobo, močnejši je bil ruski štirišobni RD-170 (7,55 MN).
F-1 je bil močnejši kot vsi trije motorji SSME na raketoplanu Space Shuttle skupaj.
Motor je sprva imel probleme z nestabilnim zgorevanjem, kar je v nekaterih primerih uničilo motor. Kasneje so ta problem uspešno rešili in motorji F-1 so delovali brez problemov na vseh letih rakete Saturn V.